# Winston Parks
Winston Antonio Parks Tifet (Limón, 1981. október 12. –) Costa Rica-i válogatott labdarúgó.

## Pályafutása

### Klubcsapatban
Pályafutását a Limonense csapatában kezdte. 2001-ben Olaszországba szerződött az Udineséhez, de 2002-ben már kölcsönben szerepelt az Ascoli Calcio együttesénél. 2003-tól 2006-ig Oroszországban játszott a Lokomotyiv Moszkvában, 2005-ben rövid ideig a FK Szaturnban is megfordult. A 2006–07-es szezont a cseh Slovan Liberecnél töltötte. 2007-ben hazatért Costa Ricába az Alajuelenséhez, ahol egy évig játszott. 2008-ban Romániába igazolt a Politehnica Timișoarához, melyet három évig erősítette. 2010–ben az azeri Xəzər Lənkəran csapatánál szerepelt kölcsönben, majd ezt követően a Bakı igazolta le. 2013-ban végleg hazatért és a Uruguay Coronado labdarúgója lett. 2014-ben a Limón, 2015 és 2016 között a Santos de Guápiles csapatában játszott.

### A válogatottban
2001 és 2011 között 27 alkalommal szerepelt a Costa Rica-i válogatottban és 6 gólt szerzett. Bemutatkozására 2001 novemberében került sor egy Jamaica elleni világbajnoki-selejtező alkalmával. Részt vett a 2002-es világbajnokságon, ahol a Törökország elleni csoportmérkőzésen gólt szerzett. Tagja volt a 2003-as CONCACAF-aranykupán szereplő válogatott keretének is.

## Sikerei, díjai
Lokomotyiv Moszkva
- Orosz bajnok (1): 2004
- Orosz szuperkupagyőztes (1): 2005

Xəzər Lənkəran
- Azeri kupagyőztes (1): 2010–11

Bakı FK
- Azeri kupagyőztes (1): 2011–12

## Külső hivatkozások
- Winston Parks adatlapja a National-Football-Teams.com oldalon (angolul)

- Winston Parks (angol nyelven). FootballDatabase.eu
- Winston Parks (német nyelven). kicker.de
- Winston Parks adatlapja a worldfootball.net oldalon (angolul)